# Айлино
А́йлино — село в Саткинском районе Челябинской области России. Административный центр Айлинского сельского поселения.
Село Айлино расположено на Уфимском плато, что обуславливает его горный рельеф. В 6 километрах от села находится хребет Туйтюбе, высота которого составляет 497 метров. Через поселок течет река Бия, а в 4 километрах к югу протекает река Ай. Свое название село получило от башкирской родовой группы айле, предки которых с древних времен заселили долину реки Ай. Айлино в переводе с башкирского обозначает «Лунная долина».

## Население
| 2002 | 2010  |
| ---- | ----- |
| 1642 | ↘1441 |

По данным Всероссийской переписи, в 2010 году численность населения села составляла 1441 человек (649 мужчин и 792 женщины).

## Известные уроженцы, жители
Сафронов, Иван Васильевич (26 сентября 1896 года, село Айлино (Саткинская пристань) Уфимской губернии — 1996, Москва) — советский военный деятель, помощник командира 17-го стрелкового корпуса по политической части, генерал-лейтенант интендантской службы.

## Инфраструктура
Функционируют средняя общеобразовательная школа, детский сад, дом культуры. В центре села расположен храм Вознесения Господня.

## Уличная сеть
Уличная сеть села состоит из 17 улиц, в том числе Лесная, Пугачева, Школьная, Советская. .